# Ogi
Ogi (小城市, Ogi-shi) és una ciutat de la prefectura de Saga, al Japó. Fou establerta el 3 de març de 2005. El 2015 tenia una població estimada de 46.003 habitants.